# François Sudre
Jean-François Sudre (ur. 15 sierpnia 1787 w Albi, zm. 3 października 1862 w Paryżu) był francuskim muzykiem. Jest znany ze swoich prac nad stworzeniem muzycznego języka solresol.